# 20281 Kathartman
20281 Kathartman este un asteroid din centura principală de asteroizi.

## Descriere
20281 Kathartman este un asteroid din centura principală de asteroizi. A fost descoperit pe 20 martie 1998 la Socorro, New Mexico, în cadrul proiectului LINEAR. Asteroidul prezintă o orbită caracterizată de o semiaxă mare de 2,36 ua, o excentricitate de 0,10 și o înclinație de 7,1° în raport cu ecliptica.